# King Alfred's Tower

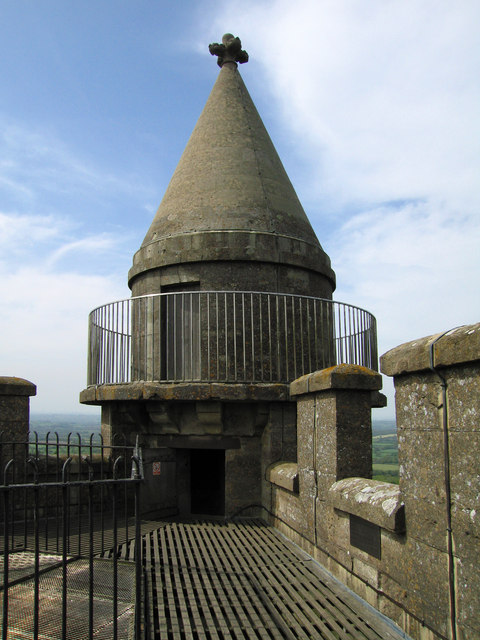
De top van de toren

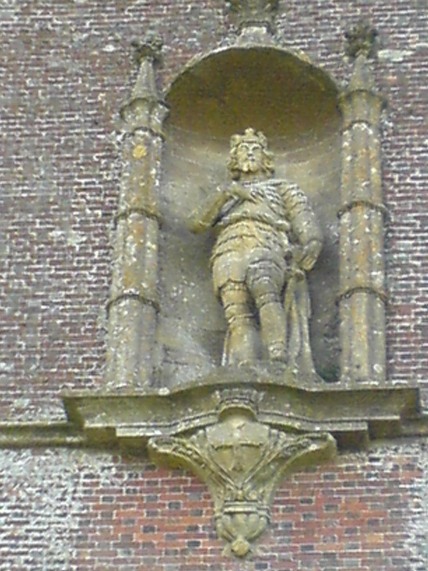
Standbeeld van koning Alfred boven de ingang

King Alfred's Tower (Nederlands: Toren van koning Alfred), ook bekend als The Folly of King Alfred the Great (Nederlands: De follie van koning Alfred de Grote), is een toren in Brewham, in het graafschap Somerset, in het zuidwesten van Engeland. De toren staat op de heuvel Kingsettle Hill en is eigendom van de National Trust. Het bouwwerk is geregistreerd als een graad I listed building.
Henry Hoare II plande de bouw van de toren in de jaren 1760 ter herinnering aan het eind van de Zevenjarige Oorlog met Frankrijk en het bestijgen van de troon door koning George III van het Verenigd Koninkrijk. In de directe nabijheid ligt 'Egbert's stone', waar koning Alfred de Grote van Wessex de Saksen verzamelde in mei 878 in aanloop naar de slag bij Ethandun. De toren werd tijdens de Tweede Wereldoorlog, in 1944, beschadigd door een vliegtuig en werd in de jaren 1980 gerestaureerd.
De driehoekige, 49 meter hoge toren wordt beklommen via een trappenhuis in een van de hoektorens. Bovenin is een balustrade en tussen de torens is een rasterwerk om vogels buiten te houden. Boven de ingang staat een standbeeld van koning Alfred de Grote en een inscriptie.

## Geschiedenis
Het plan om de toren te bouwen werd in 1762 bedacht door de bankier Henry Hoare II (1705-1785). Het was bedoeld als eerbetoon en monument ter herinnering aan het eind van de Zevenjarige Oorlog met Frankrijk en het bestijgen van de troon door koning George III van het Verenigd Koninkrijk.
Alfred's Tower is een eerbetoon aan het karakteristieke Engelse landschap, waarvan hij veel van de mooiste plekken overschouwt, en aan een man die het zeker verdient te worden herinnerd als een van de grootste weldoeners van Engelands landelijke omgeving. - Christopher Hussey, Country Life, 11 juni 1938.
De toren werd in 1765 ontworpen door Henry Flitcroft. De bouw begon in 1769 of begin 1770 en het was compleet in 1772. De bouwkosten worden geschat tussen de £5.000 en £6.000. De toren diende als blikvanger voor mensen die in het park op het landgoed Stourhead reden. In april 1770, toen de toren pas 4,7 meter hoog was, zei Hoare: "Ik hoop dat het af zal zijn in dezelfde vrolijke tijden voor dit eiland als Alfred zijn glorieuze leven in beëindigde dan zal ik heengaan in vrede."

## Inscriptie
Op het landgoed Stourhead zijn verschillende inscripties. De inscriptie op de toren is in 1762 opgesteld en in 1772 geplaatst. De stenen inscriptie boven de ingang aan de oostzijde van de toren zegt het volgende:
"ALFRED THE GREAT

AD 879 on this Summit

Erected his Standard

Against Danish Invaders

To him We owe The Origin of Juries

The Establishment of a Militia

The Creation of a Naval Force

ALFRED The Light of a Benighted Age

Was a Philosopher and a Christian

The Father of his People

The Founder of the English

MONARCHY and LIBERTY"

## Galerij

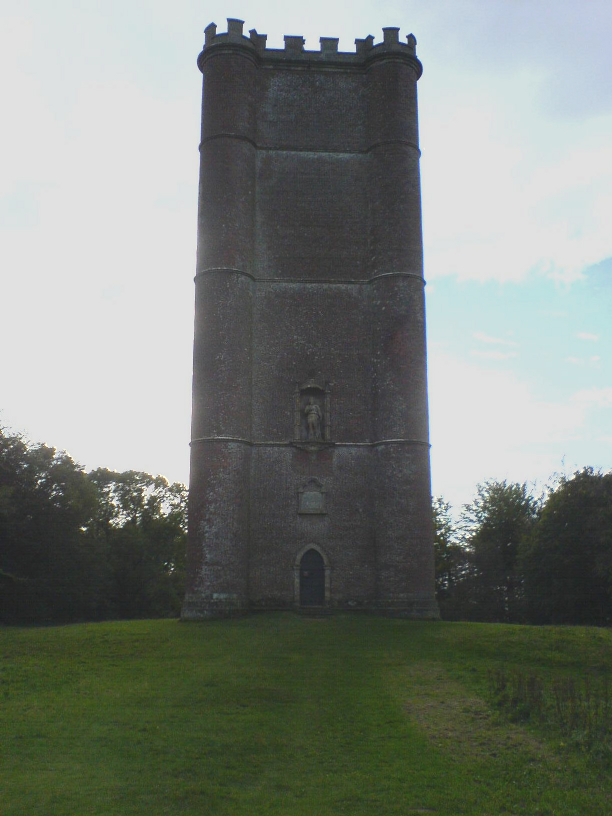
King Alfred's Tower, gezien vanuit het oosten
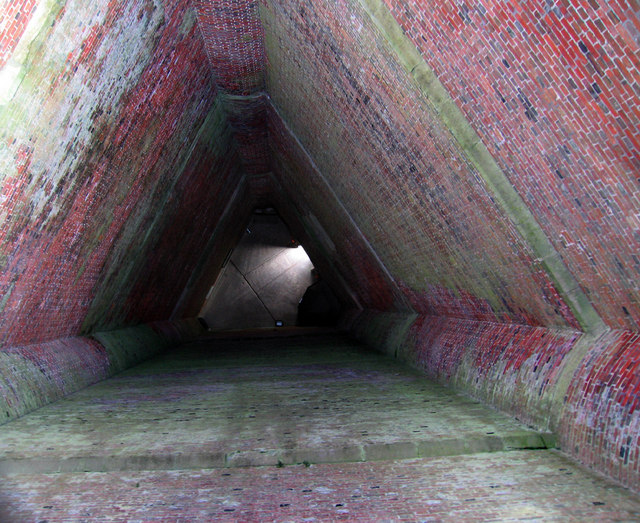
Het inwendige van de toren
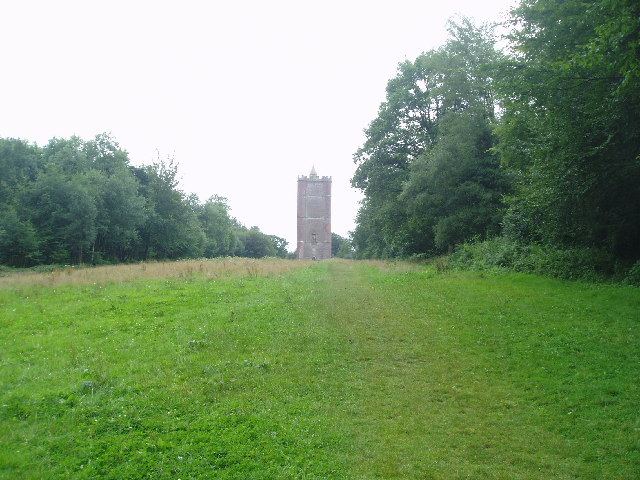
De toren ligt op het landgoed Stourhead